# Lycaena ella
Lycaena ella är en fjärilsart som beskrevs av Bollow 1931. Lycaena ella ingår i släktet Lycaena och familjen juvelvingar. Inga underarter finns listade i Catalogue of Life.